# Acantharachne seydeli
Acantharachne seydeli är en spindelart som beskrevs av Louis Giltay 1935. Acantharachne seydeli ingår i släktet Acantharachne och familjen hjulspindlar.
Artens utbredningsområde är Kongo. Inga underarter finns listade i Catalogue of Life.